# آبدولینو
شهر ابدولینو (به روسی: Абдулино) در کشور روسیه و در اوبلاست ارنبورگ واقع شده‌است.

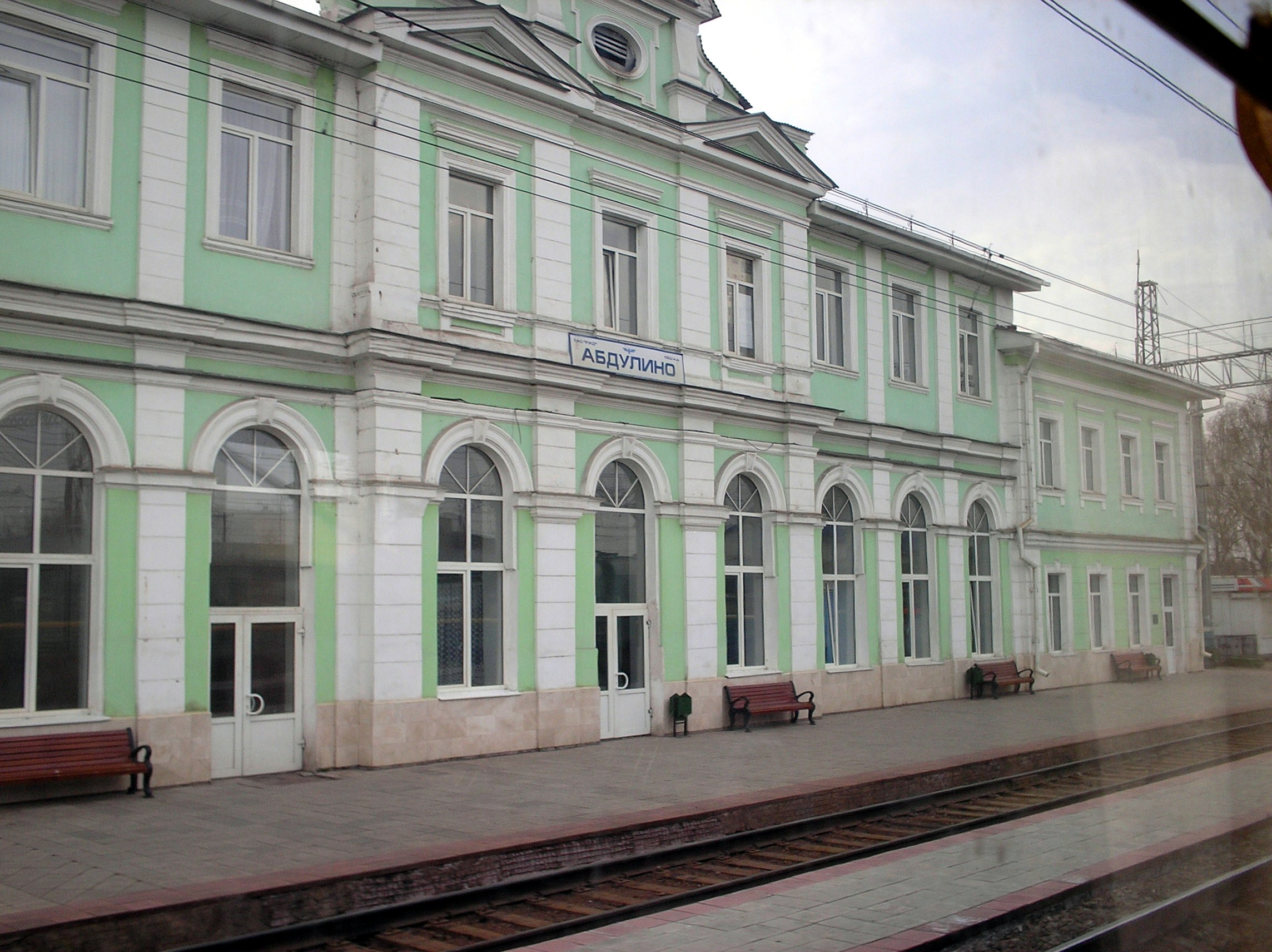
ایستگاه قطار آبدولینو